# Katolicisme
Ordet katolicisme bruges hovedsageligt om den romersk-katolske kirkes lære og virke, samt om holdninger og livsformer hos de kristne, der tilhører denne kirke.
Ordet katolicisme kom oftere i brug i løbet af 1600-tallets modreformation. Det blev brugt som modsætning til protestantisme. Den katolske kirkes fulde navn er den "Katolske Kristne Kirke", og betegnelsen opstod efter Det store skisma i 1054, hvor den ortodokse (rettroende) kirke - "Den Katolske Ortodokse Kristne Kirke" - brød ud fra moderkirken.

## Etymologi
Ordet katolsk kommer fra det græske ord katholikos (καθολικος) og betyder almindelig, generel eller universel. Det bruges i den Apostolske trosbekendelses tredje led om én almindelig (katholikos) kirke.